# Indomyrma
Indomyrma é um gênero de insetos, pertencente a família Formicidae.

## Espécies
- Indomyrma bellae Zryanin, 2012
- Indomyrma dasypyx Brown, 1986